# Fauzijja
Fauzijja (arab. ‏فوزية‎; ur. 7 kwietnia 1940 w Kairze, zm. 27 stycznia 2005 w Lozannie) – egipska księżniczka, córka króla Faruka I i Faridy. Miała dwie siostry: Fadiję i Firjal oraz przyrodniego brata Fu’ada.
Po rewolucji z 1952 roku przebywała na emigracji w Szwajcarii, gdzie uzyskała licencję pilota i żeglarza oraz stopień kapitana; zajmowała się także nurkowaniem. Zmarła 27 stycznia 2005 roku z powodu stwardnienia rozsianego, została pochowana w meczecie Al-Rifa'i w Kairze.
Poza ojczystym językiem arabskim znała także języki angielski, francuski, hiszpański i włoski.